# Payo de Ojeda
Payo de Ojeda è un comune spagnolo di 89 abitanti situato nella comunità autonoma di Castiglia e León.